# Ayn-al-Hayat Rifaat
Ayn-al-Hayat Hanim bint Ahmed Rifa'at Pascià (in arabo عين الحياة رفعت‎?; Il Cairo, 5 ottobre 1858 – Parigi, 12 agosto 1910) è stata una nobile egiziana, prima moglie del futuro primo sultano alawita Hussein Kamel (1853-1918) nipote di Mehmet Ali il Grande. Fu la fondatrice, nonché, la prima presidentessa della associazione egiziana di beneficenza Muhammad Ali Benevolent Society.

## Titoli nobiliari
- Sua Altezza Principessa Ayn-al-Hayat d'Egitto
- Sua Altezza Reale Ayn-al-Hayat d'Egitto
- Khatoum Hanim Effendineza

## Vita
La principessa Ayn-al-Hayat era la figlia maggiore del principe Ahmed Rifa'at Pascià (1825-1858) e della sua seconda moglie Dilbar Jahan Hanim. Rimasta orfana del padre 143 giorni prima della nascita, venne educata dallo zio paterno il khedive' Isma'il Pascià. Nel 1873 sposò il cugino Ḥusayn Kāmil con il quale ebbe cinque figli e dal quale chiese ed ottenne il divorzio dopo il 1881 circa. Non si risposò più.
Il suo operato in favore delle donne e dei bambini, fu un progetto innovativo e rivoluzionario nell'ambito società della società araba del tempo. L'associazione Muhammad Ali Benevolent Society fu gestita da diverse principesse della famiglia reale e fu molto attiva in tutto il paese fino al 1952.
Ayat-alHayat Rifa'at Hanim morì a Parigi nel 1910. È sepolta nel mausoleo reale di Hosh al-Basha nella Qarafa del Cairo.